# Čagra černokorunkatý
Čagra černokorunkatý (Tchagra senegalus) je druh pěvce z čeledi čagrovití, který se vyskytuje v Africe s výjimkou Sahary a lesních oblastí. Areál rozšíření druhu zasahuje i na jihozápad Arabského poloostrova.

## Systematika
Popis exempláře čagry černokorunkatého ze Senegalu zpracoval již francouzský zoolog Mathurin Jacques Brisson, který jej zahrnul do své knihy Ornithologie z roku 1760. Brisson použil k pojmenování druhu francouzské La pie-griesche gris du Sénégal a latinské Lanius Senegalensis cinereus. Brissonovo latinské jméno nicméně není v souladu s pravidly pro binomická jména a Mezinárodní komise pro zoologickou nomenklaturu (ICZN) jej proto neuznává.
Když v roce 1766 švédský přírodovědec Carl Linné publikoval 12. vydání Systema Naturae, zahrnul do něj i 240 druhů, které byly původně popsány Brissonem. Jedním z těchto druhů byl právě i čagra černokorunkatý. Linné vedle krátkého popisu zahrnul do publikace i binomické jméno Lanius senegalus s odkazem na Brissonovo dílo. Moderní taxonomie druh řadí do rodu Tchagra, který vytyčil francouzský přírodovědec René Lesson v roce 1831. Rozeznává se 9 poddruhů.

## Výskyt
Většina populace se nachází v Africe na sever nebo na jih od Sahary. Areál výskytu však částečně zasahuje i do jihozápadního Arábie (Jemen a Omán).

## Popis

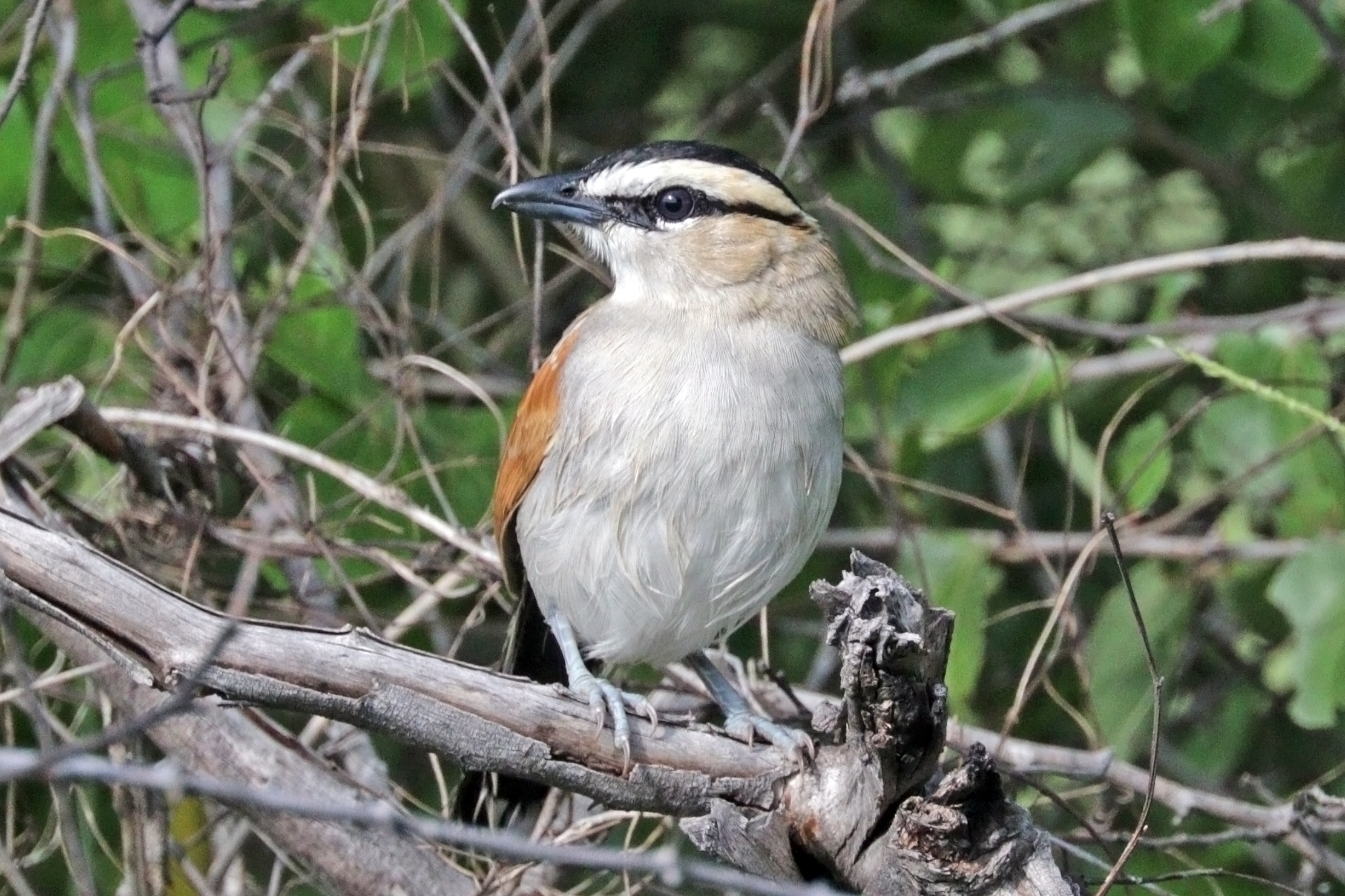
Čagra černokorunkatý (Zimbabwe)

Jedná se o středě velkého čagru o velikosti kolem 20–23 cm. Podkladová barva hlavy je bílá až žlutohnědá. Korunka, čelo a šíje jsou černé až černomodré. Od zobáku přes oko až k ušním otvorům se táhne tmavý proužek. Hřbet je hnědý, křídla jsou kaštanová, ocas černý s bílým zakončením. Brada a hrdlo jsou krémové až šedobílé, zbytek spodiny je světle šedý až bílý. Zobák je černý, nohy šedé, duhovky šedé.

## Biologie
Vyskytuje se samostatně nebo v páru. Typicky se zdržuje na zemi nebo nízko při zemi. Stanoviště druhu tvoří otevřené travnaté plochy s keři, stromy a houštinami. Lesům se vyhýbá. Živí se členovci, hmyzem a jejich larvami, občas sezobne i menšího obratlovce (pulce, plazy včetně hadů, stromové žáby), pavouka, červa nebo menší ovoce.
Hlasový projev samce zahrnuje sérii energických, dalece se nesoucích melancholických hvizdů, kterými se ozývá z letu i z bidla. Samice se ozývá prostým trrrrrrrrrrr. K dalším zvukům vydávaným čagrou černokorunkatým patří různé výbušné a vrčící zvuky jako tok-tok-tok-tok.

### Hnízdění

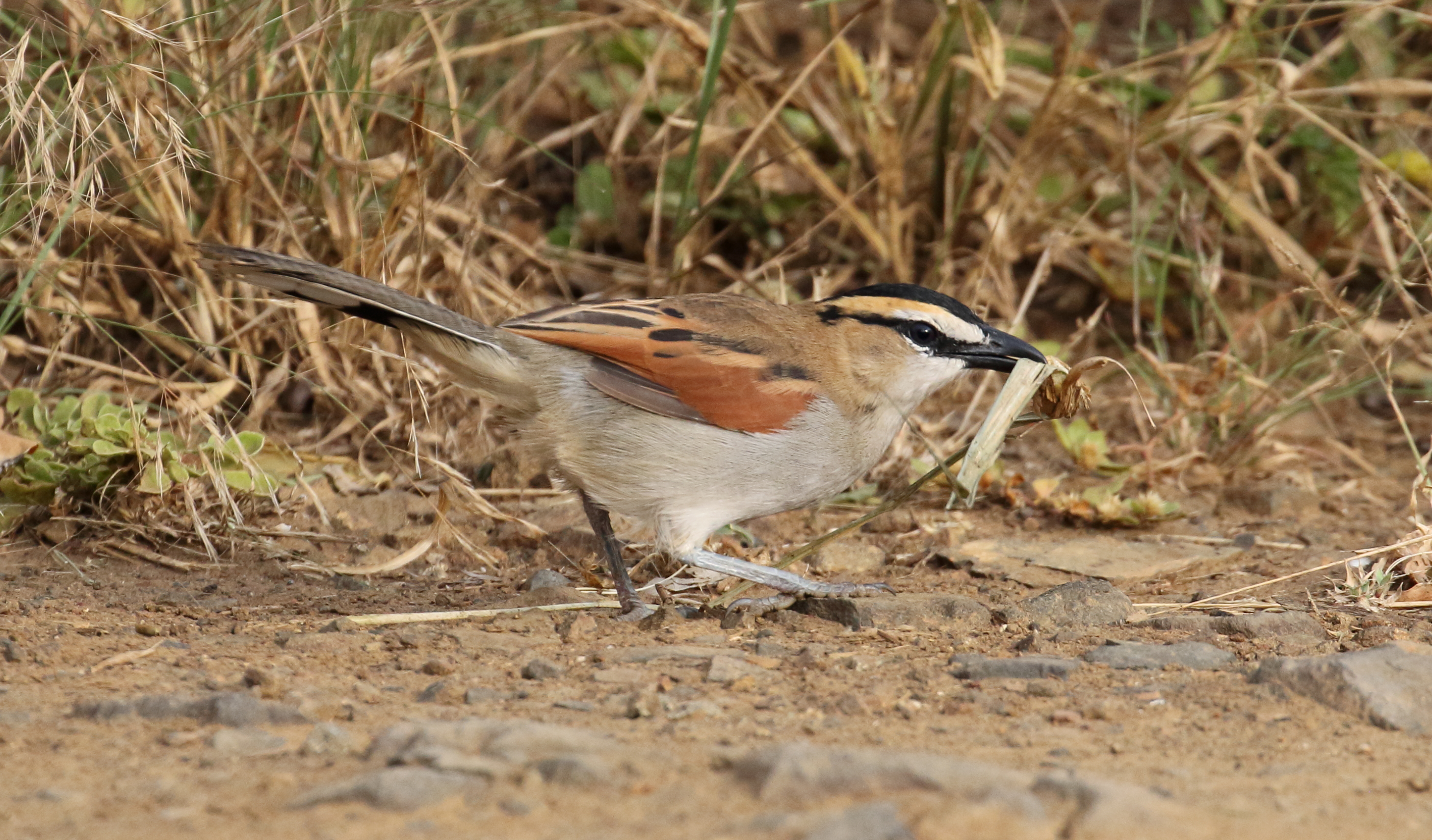
Čagra černokorunkatý s potravou (Jihoafrická republika)

Doba hnízdění závisí na lokaci a v některých oblasti s vhodným podnebím (Keňa aj.) se může rozmnožovat po celý rok. Samec se zdržuje na teritoriu po celý rok, které brání proti ostatním samcům téhož druhu a láká na něj samice pomocí nápadných letů i častých vokálních projevů. Jakmile se samice nechá zlákat samcovým chováním, postaví si spolu mělké hnízdo šálkovitého tvaru z rostlinného materiálu. Vystélku tvoří stonky trávy spolu s jemnými kořínky. Hnízdo bývá umístěno pouze 2, maximálně 6 metrů nad zemí ve větvení stromu. Snůšku tvoří 1–4, nejčastěji 2–3 vejce. Inkubují oba partneři, více samice. Po 12–15 dnech sezení se líhnou ptáčata. K výletu z hnízda dochází ve věku 14–16 dní, ptáčata však zůstávají v blízkosti rodičů po několik dalších měsíců.

## Ohrožení
Mezinárodní svaz ochrany přírody druh hodnotí jako málo dotčený. Aktuálně globální populaci nic neohrožuje a předpokládaný populační trend je stabilní.